# Anthology (álbum de Garbage)
Anthology es el álbum de grandes éxitos de la banda estadounidense de rock alternativo Garbage, lanzado el 28 de octubre de 2022 a través de Stunvolume y BMG. Es el tercer álbum de grandes éxitos internacionales y el tercero en general de la banda. El álbum incluye versiones remasterizadas de 35 pistas, entre sencillos exitosos y favoritos de los fanáticos, así como la pista inédita "Witness to Your Love", una canción grabada en 2008 para incluirla en la compilación benéfica Give Listen Help.

## Lanzamiento y promoción
El 13 de septiembre, el tema musical de James Bond de Garbage "The World Is Not Enough" se lanzó como sencillo digital en YouTube Music con nuevas ilustraciones. El sencillo apareció en Amazon Music y Apple Music el 22 de septiembre y en Spotify al día siguiente. Esto marca la reaparición de la canción en las plataformas de streaming, ya que había desaparecido en 2021 cuando el recopilatorio Absolute Garbage fue retirado de las plataformas de streaming en los territorios donde la banda es distribuida por BMG. El sencillo fue lanzado en Australia y Nueva Zelanda una semana después por Liberator Music.
El 4 de octubre, Garbage interpretó "The World Is Not Enough" en el Royal Albert Hall de Londres con la Royal Philharmonic Orchestra como parte de The Sound of 007: Live at the Royal Albert Hall comisariada por el compositor David Arnold, marcando el 60 aniversario de la franquicia Bond. El evento estuvo disponible para su transmisión en Prime Video el 5 de octubre. Un documental de Matt Whitecross titulado The Sound of 007 con una entrevista con Garbage se estrenó en Prime Video el mismo día.
El 21 de octubre de 2022, se presentó un video musical "vampírico" de "Witness to Your Love" dirigido por el cineasta escocés Bryan M. Ferguson. El video se estrenó el 28 de octubre, el día del lanzamiento de Anthology.
El 22 de octubre, Garbage tocó en la novena edición anual de Audacy We Can Survive en el Hollywood Bowl de Los Ángeles, su último espectáculo del año. Después del concierto, Garbage volvió al estudio para seguir escribiendo para su octavo álbum de estudio.

## Lista de canciones
Todas las canciones escritas y compuestas por Garbage, excepto algunas notas. 
| Disco 1 de Anthology |                                                                           |          |  |
| N.º                  | Título                                                                    | Duración |  |
| 1.                   | «Vow » (del disco Garbage)                                                |          |  |
| 2.                   | «Subhuman» (sencillo únicamente)                                          |          |  |
| 3.                   | «Only Happy When It Rains» (del disco Garbage)                            |          |  |
| 4.                   | «Queer» (del disco Garbage)                                               |          |  |
| 5.                   | «Stupid Girl» (del disco Garbage)                                         |          |  |
| 6.                   | «Milk» (del disco Garbage)                                                |          |  |
| 7.                   | «#1 Crush» (de la banda sonora de Romeo + Juliet)                         |          |  |
| 8.                   | «Push It» (del disco Version 2.0)                                         |          |  |
| 9.                   | «I Think I'm Paranoid» (del disco Version 2.0)                            |          |  |
| 10.                  | «Special» (del disco Version 2.0)                                         |          |  |
| 11.                  | «When I Grow Up» (del disco Version 2.0)                                  |          |  |
| 12.                  | «The Trick Is to Keep Breathing» (del disco Version 2.0)                  |          |  |
| 13.                  | «You Look So Fine» (sencillo editada; del disco Version 2.0)              |          |  |
| 14.                  | «The World Is Not Enough» (de la banda sonora de The World Is Not Enough) |          |  |
| 15.                  | «Androgyny» (del disco Beautiful Garbage)                                 |          |  |
| 16.                  | «Cherry Lips (Go Baby Go!)» (del disco Beautiful Garbage)                 |          |  |
| 17.                  | «Breaking Up the Girl» (del disco Beautiful Garbage)                      |          |  |
| 18.                  | «Shut Your Mouth» (del disco Beautiful Garbage)                           |          |  |

| Disco 2 de Anthology |                                                                             |          |  |
| N.º                  | Título                                                                      | Duración |  |
| 1.                   | «Why Do You Love Me» (del disco Bleed Like Me)                              |          |  |
| 2.                   | «Bleed Like Me» (del disco Bleed Like Me)                                   |          |  |
| 3.                   | «Sex Is Not The Enemy» (del disco Bleed Like Me)                            |          |  |
| 4.                   | «Run Baby Run» (del disco Bleed Like Me)                                    |          |  |
| 5.                   | «Tell Me Where It Hurts» (del disco Absolute Garbage)                       |          |  |
| 6.                   | «Witness to Your Love» (del disco recopilatorio Give Listen Help: Volume 5) |          |  |
| 7.                   | «Blood for Poppies» (del disco Not Your Kind of People)                     |          |  |
| 8.                   | «Battle in Me» (del disco Not Your Kind of People)                          |          |  |
| 9.                   | «Automatic Systematic Habit» (del disco Not Your Kind of People)            |          |  |
| 10.                  | «Big Bright World» (del disco Not Your Kind of People)                      |          |  |
| 11.                  | «Control» (del disco Not Your Kind of People)                               |          |  |
| 12.                  | «Empty» (del disco Strange Little Birds)                                    |          |  |
| 13.                  | «Magnetized» (del disco Strange Little Birds)                               |          |  |
| 14.                  | «Even Though Our Love Is Doomed» (del disco Strange Little Birds)           |          |  |
| 15.                  | «No Horses» (sencillo únicamente)                                           |          |  |
| 16.                  | «The Men Who Rule the World» (del disco No Gods No Masters)                 |          |  |
| 17.                  | «No Gods No Masters» (del disco No Gods No Masters)                         |          |  |

| 2LP Yellow Vinyl de Anthology |                                                                             |          |  |
| N.º                           | Título                                                                      | Duración |  |
| 1.                            | «Only Happy When It Rains» (del disco Garbage)                              |          |  |
| 2.                            | «Queer» (del disco Garbage)                                                 |          |  |
| 3.                            | «Stupid Girl» (del disco Garbage)                                           |          |  |
| 4.                            | «#1 Crush» (de la banda sonora de Romeo + Juliet)                           |          |  |
| 5.                            | «Push It» (del disco Version 2.0)                                           |          |  |
| 6.                            | «I Think I'm Paranoid» (del disco Version 2.0)                              |          |  |
| 7.                            | «Special» (del disco Version 2.0)                                           |          |  |
| 8.                            | «The World Is Not Enough» (de la banda sonora de The World Is Not Enough)   |          |  |
| 9.                            | «Androgyny» (del disco Beautiful Garbage)                                   |          |  |
| 10.                           | «Cherry Lips (Go Baby Go!)» (del disco Beautiful Garbage)                   |          |  |
| 11.                           | «Why Do You Love Me» (del disco Bleed Like Me)                              |          |  |
| 12.                           | «Bleed Like Me» (del disco Bleed Like Me)                                   |          |  |
| 13.                           | «Witness to Your Love» (del disco recopilatorio Give Listen Help: Volume 5) |          |  |
| 14.                           | «Blood for Poppies» (del disco Not Your Kind of People)                     |          |  |
| 15.                           | «Automatic Systematic Habit» (del disco Not Your Kind of People)            |          |  |
| 16.                           | «Empty» (del disco Strange Little Birds)                                    |          |  |
| 17.                           | «Even Though Our Love Is Doomed» (del disco Strange Little Birds)           |          |  |
| 18.                           | «No Horses» (sencillo únicamente)                                           |          |  |
| 19.                           | «The Men Who Rule the World» (del disco No Gods No Masters)                 |          |  |
| 20.                           | «No Gods No Masters» (del disco No Gods No Masters)                         |          |  |

## Posiconamiento en lista
| Lista (2022)                        | Mejor posición |
| ----------------------------------- | -------------- |
| Alemania (Offizielle Top 100)       | 54             |
| Australian Physical Albums (ARIA)   | 24             |
| Escocia (Scottish Albums Chart)     | 15             |
| España (PROMUSICAE)                 | 49             |
| Bélgica (Ultratop flamenca)         | 110            |
| Bélgica (Ultratop valona)           | 45             |
| Reino Unido (UK Albums Chart)       | 99             |
| Reino Unido (UK Independent Albums) | 8              |